# 台北肺形草
台北肺形草（学名：Tripterospermum alutaceifolium）为龙胆科肺形草属下的一个种。